# Reagan County
Reagan County ist ein County im Bundesstaat Texas der Vereinigten Staaten. Das U.S. Census Bureau hat bei der Volkszählung 2020 eine Einwohnerzahl von 3.385 ermittelt. Der Sitz der County-Verwaltung (County Seat) befindet sich in Big Lake.

## Geographie
Das County liegt im mittleren Westen von Texas und hat eine Fläche von 3044 Quadratkilometern, wovon 2 Quadratkilometer Wasserfläche sind. Es grenzt im Uhrzeigersinn an folgende Countys: Glasscock County, Sterling County, Tom Green County, Irion County, Crockett County und Upton County.

## Geschichte
Reagan County wurde 1903 aus Teilen des Tom Green County gebildet. Benannt wurde es nach John Henninger Reagan, einem Postminister der Konföderierten Staaten von Amerika, späterem US-Senator und Führer der Demokratischen Partei in Texas.

## Demografische Daten
Nach der Volkszählung im Jahr 2000 lebten im Reagan County 3.326 Menschen in 1.107 Haushalten und 872 Familien. Die Bevölkerungsdichte betrug 1 Einwohner pro Quadratkilometer. Ethnisch betrachtet setzte sich die Bevölkerung zusammen aus 64,64 Prozent Weißen, 3,01 Prozent Afroamerikanern, 0,54 Prozent amerikanischen Ureinwohnern, 0,27 Prozent Asiaten und 29,56 Prozent aus anderen ethnischen Gruppen; 1,98 Prozent stammten von zwei oder mehr Ethnien ab. 49,49 Prozent der Einwohner waren spanischer oder lateinamerikanischer Abstammung.
Von den 1.107 Haushalten hatten 46,8 Prozent Kinder oder Jugendliche, die mit ihnen zusammen lebten. 68,1 Prozent waren verheiratete, zusammenlebende Paare, 7,2 Prozent waren allein erziehende Mütter und 21,2 Prozent waren keine Familien. 19,8 Prozent waren Singlehaushalte und in 7,5 Prozent lebten Menschen im Alter von 65 Jahren oder darüber. Die durchschnittliche Haushaltsgröße betrug 2,96 und die durchschnittliche Familiengröße betrug 3,42 Personen.
34,2 Prozent der Bevölkerung war unter 18 Jahre alt, 7,6 Prozent zwischen 18 und 24, 28,1 Prozent zwischen 25 und 44, 19,9 Prozent zwischen 45 und 64 und 10,3 Prozent waren 65 Jahre alt oder älter. Das Durchschnittsalter betrug 32 Jahre. Auf 100 weibliche Personen kamen 100,5 männliche Personen und auf 100 Frauen im Alter von 18 Jahren oder darüber kamen 100,5 Männer.
Das jährliche Durchschnittseinkommen eines Haushalts betrug 33.231 USD, das Durchschnittseinkommen einer Familie betrug 36.806 USD. Männer hatten ein Durchschnittseinkommen von 31.228 USD, Frauen 18.750 USD. Das Prokopfeinkommen betrug 13.174 USD. 9,3 Prozent der Familien und 11,8 Prozent der Einwohner lebten unterhalb der Armutsgrenze.

## Kultur und Sehenswürdigkeiten

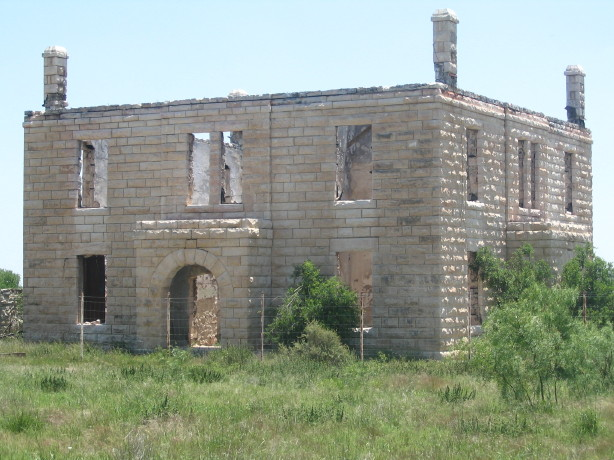
Das 1911 erbaute Old Reagan County Courthouse ist das frühere Verwaltungs- und Gerichtsgebäude des Reagan County. Es wurde im Mai 1978 in das NRHP eingetragen.

Ein Bauwerk des Countys ist im National Register of Historic Places („Nationales Verzeichnis historischer Orte“; NRHP) eingetragen (Stand 1. Dezember 2021), das Old Reagan County Courthouse.

## Städte und Gemeinden
- Best
- Big Lake
- Stiles
- Texon
- Witco